# Kan Ishii
Kan Ishii (石井 歓 Ishii Kan) (født 30. marts 1921 i Tokyo - død 24. november 2009 i Yokohama, Japan) var en japansk komponist, professor og lærer.
Ishii studerede komposition på Mushashino Music School hos bl.a. Hisatada Otaka. Han vandt en pris for sit værk Symphonia Ainu (1958). Han studerede herefter i München på Musikhochschule für Musik hos Carl Orff, hos hvem han tydeligvis er inspireret af. Ishiis stil er melodisk af natur, og appellere til det emotionelle.
Han var professor og lærer på mange skoler i Japan, bl.a. The Toho Gauken School of Music i Tokyo og The Aichi Prefecture School of Arts i Nagoya.
Ishii har ligeledes skrevet orkesterværker, kammermusik, vokalværker, operaer, balletmusik etc.

## Udvalgte værker
- Symfoni "Ainu" (1958) - for sopran, kor og orkester
- "Marimo" (19?) - ballet
- "Sange om visnet træ og solen" (19?) - for mandekor og klaver
- "Suite for Marimo" (19?) - for orkester